# All I Want (chanson de Captain Hollywood Project)
Pour les articles homonymes, voir All I Want.
Singles de Captain Hollywood Project
Only With You
(1993) Impossible
(1993)
All I Want est un titre dance de Captain Hollywood Project sorti en 1993 produit et interprété par le rappeur et meneur du groupe Tony Dawson-Harrison connu sous le pseudonyme Captain Hollywood. La chanson est le troisième extrait de leur premier album Love Is Not Sex. Ce titre qui est plutôt orienté vers la pop que sur la dance connaît un très bon accueil dans quelques pays, mais pas identique contrairement aux deux premiers singles qui ont propulsé le groupe dans les hauteurs du classement, More And More et Only With You.